# Araneus frio
Araneus frio är en spindelart som beskrevs av Levi 1991. Araneus frio ingår i släktet Araneus och familjen hjulspindlar. Inga underarter finns listade i Catalogue of Life.